# Campofilone
Campofilone – miejscowość i gmina we Włoszech, w regionie Marche, w prowincji Ascoli Piceno.
Według danych na styczeń 2009 gminę zamieszkiwały 1934 osoby przy gęstości zaludnienia 159,7 os./1 km².